# Vuelo 201 de South African Airways
El Vuelo 201 de South African Airways fue un de Havilland Comet que despegó desde el Aeropuerto de Roma-Ciampino en ruta a El Cairo, Egipto, en la segunda etapa de su vuelo desde Londres a Johannesburgo en Sudáfrica. Debido a una descompresión la aeronave explotó en vuelo, matando a todos a bordo el 8 de abril de 1954.

## Vuelo y accidente
Gerry Bull y otros ingenieros de BOAC examinaron la aeronave que operaba como el vuelo 201. Meses atrás lo habían hecho con el Vuelo 781 de BOAC, que sufrió una descompresión explosiva tras 26 minutos de despegar, murieron las 35 personas a bordo.
El vuelo 201 partió de Londres a las 03:00 p. m. del 7 de abril, tras aterrizar en Roma a las 05:35 se descubrieron ciertas fallas, incluyendo un medidor de combustible defectuoso y 30 pernos flojos en el ala izquierda, esto retrasó el viaje unas 25 horas.
A las 06:32 p. m. del 8 de abril, despegó hacia El Cairo y ascendió rápidamente a su altitud de crucero. A las 06:37, sobre el faro de Ostia reportaron estar pasando los 2.100 metros y un buen clima, pero con cielo nublado.
A las 06:49 comunicaron sobre Ponza estar volando a una altitud de 3.500 metros y a las 06:57 estaban cruzando Nápoles.
Poco después de las 7 hicieron contacto con El Cairo en la radio de largo alcance y estimaron un tiempo de llegada a las 09:02 p. m., este fue el último mensaje, ya que unos minutos más tarde se destruyó la aeronave debido a una descompresión explosiva, cayendo al mar Mediterráneo y matando a todos sus ocupantes.

## Fatiga del metal
En el momento del accidente, la investigación sobre el accidente del Vuelo 781 de BOAC aún estaba en curso, pero las sospechas de la causa del aparato habían caído sobre la posibilidad de la falla de una turbina. La investigación del BOAC 781 reveló defectos de fabricación y diseño de la fatiga del metal que resultaron en la descompresión explosiva que causó los dos accidentes.